# Royal Excel Mouscron
Il Royal Excel Mouscron è stata una società calcistica belga con sede nella città di Mouscron.
Già noto come Royal Mouscron-Péruwelz, club nato nel 2010 dopo che il Royal Excelsior Mouscron venne assorbito dal R.R.C. Peruwelz, nell'estate 2016 ha cambiato nome in Royal Excel Mouscron.

## Palmarès

### Competizioni nazionali
- Derde klasse: 1

2011-2012

### Altri piazzamenti
- Tweede klasse:

Secondo posto: 2012-2013
Promosso dopo i play-off: 2013-2014

## Organico

### Rosa 2021-2022
| N. |                           | Ruolo | Calciatore                 |
| -- | ------------------------- | ----- | -------------------------- |
| 2  | Costa d'Avorio (bandiera) | D     | Kouadio-Yves Dabila        |
| 3  | Francia (bandiera)        | D     | Jérémy Taravel             |
| 6  | Montenegro (bandiera)     | C     | Deni Hočko                 |
| 7  | Camerun (bandiera)        | A     | Fabrice Olinga             |
| 8  | Camerun (bandiera)        | C     | Jean Onana                 |
| 9  | Moldavia (bandiera)       | A     | Virgiliu Postolachi        |
| 10 | Montenegro (bandiera)     | C     | Marko Bakić                |
| 11 | Francia (bandiera)        | C     | Dimitri Mohamed (capitano) |
| 13 | Belgio (bandiera)         | D     | Alessandro Ciranni         |
| 14 | Francia (bandiera)        | A     | Imad Faraj                 |
| 15 | Angola (bandiera)         | C     | Capita                     |
| 16 | Burkina Faso (bandiera)   | P     | Koffi Kouakou              |
| 17 | Belgio (bandiera)         | A     | Babacar Dione              |
| 18 | Belgio (bandiera)         | D     | Robbe Quirynen             |
| 19 | Francia (bandiera)        | A     | Mathéo Vroman              |
| 20 | Capo Verde (bandiera)     | A     | Nuno da Costa              |
| 21 | Belgio (bandiera)         | P     | Nick Gillekens             |

| N. |                       | Ruolo | Calciatore           |
| -- | --------------------- | ----- | -------------------- |
| 22 | Francia (bandiera)    | D     | Eric Bocat           |
| 23 | Portogallo (bandiera) | C     | Xadas                |
| 27 | Belgio (bandiera)     | A     | Alexandre Ippolito   |
| 28 | Belgio (bandiera)     | C     | Enes Sağlık          |
| 29 | Belgio (bandiera)     | A     | Beni Badibanga       |
| 30 | Belgio (bandiera)     | C     | Benjamin Van Durmen  |
| 32 | Francia (bandiera)    | A     | Harlem Gnohéré       |
| 33 | Canada (bandiera)     | A     | Charles-Andreas Brym |
| 39 | Francia (bandiera)    | C     | Darly N'Landu        |
| 45 | Albania (bandiera)    | C     | Agim Zeka            |
| 46 | Belgio (bandiera)     | D     | William Simba        |
| 47 | Senegal (bandiera)    | D     | El Hadji Gueye       |
| 54 | Belgio (bandiera)     | C     | Christophe Lepoint   |
| 70 | Camerun (bandiera)    | A     | Serge Tabekou        |
| 88 | Italia (bandiera)     | P     | Lillo Guarneri       |
| 90 | Serbia (bandiera)     | P     | Vaso Vasić           |

### Rosa 2019-2020
Aggiornata al 2 settembre 2019.
| N. |                                 | Ruolo | Calciatore                 |
| -- | ------------------------------- | ----- | -------------------------- |
| 1  | Francia (bandiera)              | P     | Jean Butez                 |
| 3  | Serbia (bandiera)               | C     | Nemanja Antonov            |
| 4  | Belgio (bandiera)               | D     | Nathan de Medina           |
| 5  | Bosnia ed Erzegovina (bandiera) | D     | Rijad Sadiku               |
| 6  | Montenegro (bandiera)           | C     | Deni Hočko                 |
| 7  | Camerun (bandiera)              | C     | Fabrice Olinga             |
| 8  | Albania (bandiera)              | C     | Sebastjan Spahiu           |
| 9  | Tunisia (bandiera)              | A     | Sami Allagui               |
| 10 | Montenegro (bandiera)           | C     | Marko Bakić                |
| 11 | Francia (bandiera)              | C     | Dimitri Mohamed (capitano) |
| 13 | Belgio (bandiera)               | D     | Alessandro Ciranni         |
| 15 | Camerun (bandiera)              | C     | Frank Boya                 |
| 16 | Belgio (bandiera)               | P     | Clément Libertiaux         |
| 17 | Belgio (bandiera)               | A     | Babacar Dione              |
| 18 | Croazia (bandiera)              | A     | Stipe Perica               |
| 19 | Francia (bandiera)              | A     | Mathéo Vroman              |

| N. |                       | Ruolo | Calciatore          |
| -- | --------------------- | ----- | ------------------- |
| 21 | Francia (bandiera)    | C     | Delio Palmieri      |
| 22 | Spagna (bandiera)     | D     | Joan Campins        |
| 23 | Portogallo (bandiera) | D     | Diogo Queirós       |
| 25 | Polonia (bandiera)    | D     | Rafał Pietrzak      |
| 27 | Belgio (bandiera)     | A     | Alexandre Ippolito  |
| 28 | Belgio (bandiera)     | D     | Jérémy Huyghebaert  |
| 30 | Belgio (bandiera)     | C     | Benjamin Van Durmen |
| 31 | Belgio (bandiera)     | D     | Bruno Godeau        |
| 32 | Angola (bandiera)     | D     | Jonathan Buatu      |
| 33 | Austria (bandiera)    | D     | Kevin Wimmer        |
| 45 | Ghana (bandiera)      | A     | Jonah Osabutey      |
| 88 | Italia (bandiera)     | P     | Lillo Guarneri      |
| 90 | Serbia (bandiera)     | P     | Vaso Vasić          |
|    | Nigeria (bandiera)    | A     | Cedric Omoigui      |
|    | Germania (bandiera)   | D     | Lasse Sobiech       |
|    | Argentina (bandiera)  | D     | Matías Silvestre    |

### Rosa 2018-2019
Aggiornata al 22 gennaio 2019.
| N. |                         | Ruolo | Calciatore                 |
| -- | ----------------------- | ----- | -------------------------- |
| 1  | Belgio (bandiera)       | P     | Olivier Werner             |
| 2  | Belgio (bandiera)       | D     | Noë Dussenne               |
| 4  | Belgio (bandiera)       | D     | Nathan de Medina           |
| 6  | Colombia (bandiera)     | C     | Jesús Marimón              |
| 7  | Camerun (bandiera)      | A     | Fabrice Olinga             |
| 9  | Belgio (bandiera)       | A     | Yanis Mbombo               |
| 10 | RD del Congo (bandiera) | A     | Jonathan Bolingi           |
| 11 | Francia (bandiera)      | C     | Dimitri Mohamed (capitano) |
| 13 | Grecia (bandiera)       | D     | Giōrgos Gkalitsios         |
| 14 | Nigeria (bandiera)      | A     | Taiwo Awoniyi              |
| 15 | Camerun (bandiera)      | C     | Frank Boya                 |
| 16 | Belgio (bandiera)       | P     | Clément Libertiaux         |
| 17 | Belgio (bandiera)       | A     | Babacar Dione              |
| 18 | Senegal (bandiera)      | A     | Mbaye Leye                 |
| 19 | Colombia (bandiera)     | C     | Andrés Sarmiento           |

| N. |                                 | Ruolo | Calciatore          |
| -- | ------------------------------- | ----- | ------------------- |
| 21 | Belgio (bandiera)               | C     | Selim Amallah       |
| 22 | Montenegro (bandiera)           | D     | Marko Bakić         |
| 23 | Haiti (bandiera)                | A     | Frantzdy Pierrot    |
| 24 | Serbia (bandiera)               | D     | Nikola Gulan        |
| 25 | Senegal (bandiera)              | D     | Christophe Diedhiou |
| 26 | Germania (bandiera)             | C     | Sidney Friede       |
| 27 | Kosovo (bandiera)               | D     | Mërgim Vojvoda      |
| 30 | Belgio (bandiera)               | D     | Benjamin Van Durmen |
| 31 | Belgio (bandiera)               | D     | Bruno Godeau        |
| 33 | Belgio (bandiera)               | P     | Jean Butez          |
| 77 | Bosnia ed Erzegovina (bandiera) | C     | Mićo Kuzmanović     |
| 99 | Portogallo (bandiera)           | C     | Idrisa Sambú        |
|    | Bosnia ed Erzegovina (bandiera) | D     | Rijad Sadiku        |
|    | Albania (bandiera)              | C     | Sebastjan Spahiu    |
|    | Belgio (bandiera)               | C     | Bilal Chibani       |

### Rosa 2017-2018
Aggiornata al 3 febbraio 2018.
| N. |                         | Ruolo | Calciatore                 |
| -- | ----------------------- | ----- | -------------------------- |
| 1  | Belgio (bandiera)       | P     | Olivier Werner             |
| 3  | Belgio (bandiera)       | D     | Nathan de Medina           |
| 4  | Francia (bandiera)      | C     | Teddy Mézague              |
| 5  | Belgio (bandiera)       | D     | Lucas Morales              |
| 6  | Messico (bandiera)      | C     | Omar Govea                 |
| 7  | Camerun (bandiera)      | A     | Fabrice Olinga             |
| 8  | Francia (bandiera)      | C     | Mohamed Aidara             |
| 9  | Belgio (bandiera)       | A     | Yanis Mbombo               |
| 10 | RD del Congo (bandiera) | A     | Jonathan Bolingi           |
| 11 | Francia (bandiera)      | C     | Dimitri Mohamed (capitano) |
| 14 | Belgio (bandiera)       | C     | Sebastjan Spahiu           |
| 15 | Camerun (bandiera)      | C     | Frank Boya                 |
| 16 | Belgio (bandiera)       | P     | Clément Libertiaux         |
| 17 | Belgio (bandiera)       | A     | Babacar Dione              |
| 18 | Nigeria (bandiera)      | A     | Taiwo Awoniyi              |
| 21 | Belgio (bandiera)       | C     | Selim Amallah              |
| 22 | Belgio (bandiera)       | D     | Sébastien Locigno          |

| N. |                                 | Ruolo | Calciatore          |
| -- | ------------------------------- | ----- | ------------------- |
| 24 | Serbia (bandiera)               | D     | Nikola Gulan        |
| 25 | Senegal (bandiera)              | D     | Christophe Diedhiou |
| 27 | Kosovo (bandiera)               | D     | Mërgim Vojvoda      |
| 28 | Belgio (bandiera)               | D     | Jérémy Huyghebaert  |
| 29 | Belgio (bandiera)               | C     | Noam Debaisieux     |
| 30 | Belgio (bandiera)               | D     | Benjamin Van Durmen |
| 31 | Belgio (bandiera)               | D     | Bruno Godeau        |
| 33 | Belgio (bandiera)               | P     | Jean Butez          |
| 54 | Belgio (bandiera)               | P     | Logan Bailly        |
| 55 | Francia (bandiera)              | D     | Raël Nzeza          |
| 95 | Romania (bandiera)              | C     | Dorin Rotariu       |
| 98 | Belgio (bandiera)               | C     | Thomas Demol        |
|    | Grecia (bandiera)               | D     | Giōrgos Gkalitsios  |
|    | Bosnia ed Erzegovina (bandiera) | D     | Rijad Sadiku        |
|    | Belgio (bandiera)               | A     | Clément Petit       |
|    | Croazia (bandiera)              | A     | Mario Jelavić       |